# پرچین

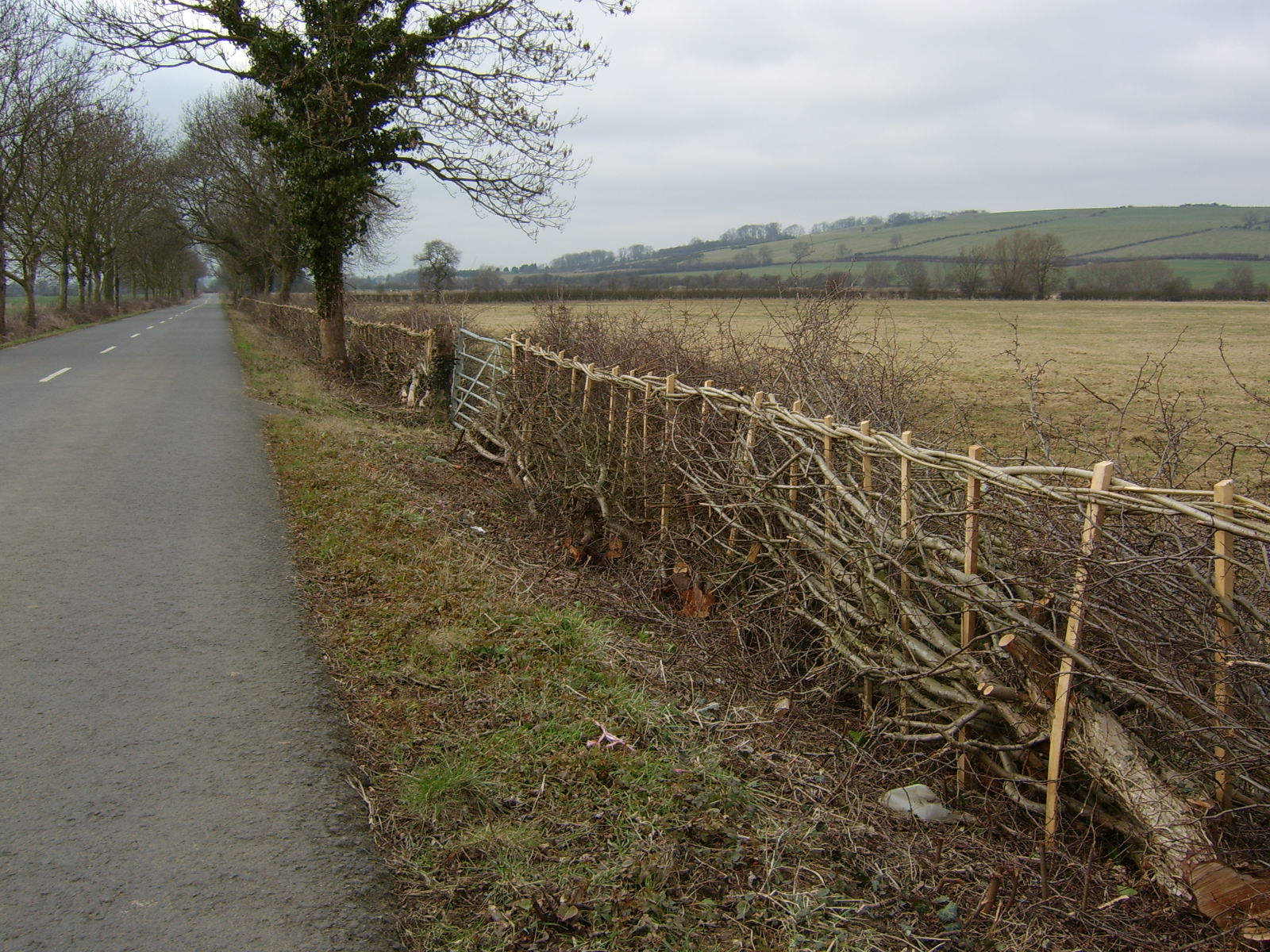
پرچین تازه گذاشته شده

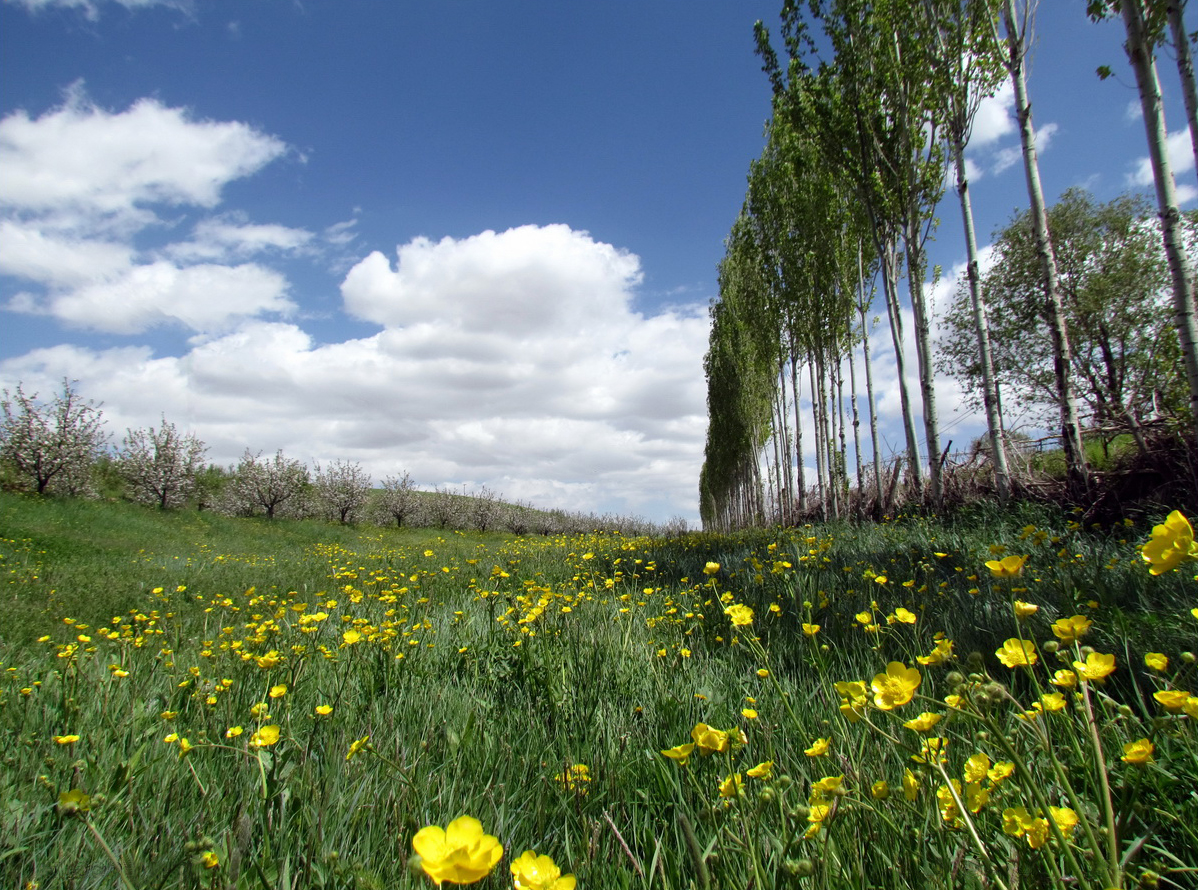

پرچین (که در گیلکی چپر و کپر هم نامیده شده)، سازه دیوارمانندی است که از شاخ و برگ و خار گیاهان برای محصور کردن منطقه‌ای می‌سازند. برخی پرچین‌ها برای محافظت زمین و مرتع از مزاحمت جانوران اهلی و وحشی برپا می‌شود. گاه پرچین را به خاطر زیبایی طبیعی آن برپا می‌کنند.